# 100 Comuni della Piccola Grande Italia
I 100 Comuni delle Piccola Grande Italia è stato un evento nazionale organizzato nel 1987 nell'ambito delle celebrazioni per il 40º anniversario della fondazione della Repubblica Italiana, promosso dalla Presidenza del Consiglio dei ministri e realizzato dalla Unioncamere, con importante mostra a Roma. 
Interessati furono i piccoli comuni che più hanno contribuito allo sviluppo economico della provincia italiana.